# Luige
Luige est un petit bourg estonien situé à une dizaine de kilomètres au sud de Tallinn, au nord du pays. Luige appartient à la commune de Kiili et à la région d'Harju. 

## Démographie
Sa population, en augmentation constante, était de 958 habitants en 2007.
Au 31 décembre 2011,  le village compte 84 habitants.